# 인천구월초등학교
인천구월초등학교는 대한민국 인천광역시 남동구 구월동에 있는 공립 초등학교이다.

## 학교 연혁
| 1937년 | 4월 1일   | 구월리 강습소로 개교                                     |
| 1948년 | 12월 5일  | 주안국민학교 구월분교장(공립 개편)                       |
| 1952년 | 5월 24일  | 인천구월국민학교 승격                                    |
| 1989년 | 3월 1일   | 학구조정으로 만월국민학교 분리                           |
| 1996년 | 3월 1일   | 교명 변경(인천구월초등학교)                              |
| 2003년 | 9월 1일   | 학구조정으로 신월초등학교 분리                           |
| 2004년 | 10월 22일 | 모래내해오름 전자도서관 개관                             |
| 2006년 | 5월 20일  | 학교공원화 시설 공사 완공                                |
| 2007년 | 3월 2일   | 아름다운 교문 완공                                       |
| 2009년 | 6월 29일  | 종일돌봄교실 설치 운영                                   |
| 2009년 | 10월 7일  | 과학실 현대화사업 완료                                   |
| 2010년 | 3월 25일  | 인천광역시 무형문화재전수학교 현판식                     |
| 2010년 | 11월 15일 | Wee 클래스 설치                                          |
| 2011년 | 9월 1일   | 제21대 장명식 교장 취임                                  |
| 2011년 | 12월 20일 | 현관문 출입통제시스템(지문인식) 완료                     |
| 2012년 | 8월 31일  | 삼현육각 전수관 개관 및 화장실 개선사업 완료             |
| 2013년 | 2월 15일  | 제61회 졸업식 (총인원 15,807명 졸업)                     |
| 2014년 | 3월 1일   | 18학급(특수학급 2포함) 편성                              |
| 2014년 | 9월 1일   | 제22대 이복녀 교장 부임                                  |
| 2015년 | 2월 14일  | 제63회 졸업식(총인원 82명 졸업)                          |
| 2015년 | 3월 1일   | 20학급(특수학급 2포함) 편성                              |
| 2015년 | 9월 1일   | 31학급(특수학급 2포함) 편성(학구통합으로 인해 학급 조정) |
| 2016년 | 2월 5일   | 제64회 졸업식(114명 졸업)                                |
| 2016년 | 3월 1일   | 제23대 함병미 교장 취임                                  |
| 2016년 | 3월 2일   | 29학급(특수학급 2포함)편성                               |
| 2016년 | 10월 18일 | 어린이 교통 안전 엘로우 카펫 설치                        |
| 2016년 | 11월 21일 | 어학실 환경개선사업 완공                                 |
| 2016년 | 12월 7일  | 다목적 체육관 및 급식실 건립 유치                        |
| 2017년 | 2월 8일   | 도서관 환경개선사업 완공                                 |
| 2017년 | 2월 8일   | 현관 환경개선사업 완공                                   |
| 2017년 | 2월 9일   | 제65회 졸업 (110명 졸업)                                 |
| 2017년 | 3월 1일   | 29학급(특수학급 2포함) 편성                              |

## 참고 자료
- 인천구월초등학교 - 한국교육학술정보원 학교알리미